# Il mio cuore se ne va/Un giorno nuovo
Il mio cuore se ne va/Un giorno nuovo è il primo singolo discografico di Carla Bissi pubblicato nel 1972.

## Descrizione
La copertina presenta una foto con un primo piano della cantante.

## Tracce
1. Il mio cuore se ne va – 2:39 (Emidio Remigi, Giuseppe Gramitto Ricci)
2. Un giorno nuovo – 3:48 (Giuseppe Donaggio)

## Brani
Il brano Il mio cuore se ne va venne presentato al Festival di Sanremo 1972.